# Индийский соловей
Индийский соловей (лат. Larvivora brunnea) — небольшая певчая перелётная птица из семейства мухоловковых, обитающая на Индийском субконтиненте. Ранее считался дроздом, теперь его относят к одному из видов мухоловок Старого Света семейства Muscicapidae. Вид перелётный, гнездится в лесах вдоль Гималаев Непала, Индии, Мьянмы и Бангладеш. Зимует в горных лесах Западных Гат Индии и Шри-Ланки.

## Таксономия
Индийский соловей был описан Ходжсоном, который отнёс его к новому роду Larvivora, но позже он был отнесён к роду Luscinia. Молекулярно-филогенетическое исследование с большой выборкой, опубликованное в 2010 году, показало, что Luscinia не является монофилетическим. Поэтому род был разделён, и несколько видов, включая индийского соловья, были переведены в восстановленный род Larvivora. Larvivora является сестринским к видам Brachypteryx cruralis, Brachypteryx leucophrys and Brachypteryx hyperythra.

## Внешний вид и строение
Индийский соловей по размеру похож на варакушку, длина его тела составляет 15 см. Взрослый самец имеет синий верх и рыжий низ. Ярко-белая надбровная зона контрастирует с чёрной маской, продолжающейся вниз по шее. Низ живота и подхвостье также беловатые. Самка сверху оливково-коричневая, снизу желтовато-коричневая, со светлым кольцом на глазу и рыжеватым надхвостьем. Грудь и бока охристые.
Молодые птицы тёмно-коричневые с охристыми пятнами.

## Распространение
Номинативный подвид гнездится от Восточного Афганистана до восточных Гималаев. Подвид wickhami (Stuart Baker, 1916) гнездится на холмах Чин на западе Мьянмы и считается немигрирующим.

## Поведение и экология
Индийский соловей насекомояден и питается преимущественно на земле. Он прячется в подлеске и прыгает по земле, часто встряхивая и размахивая хвостом. Сезон размножения длится с мая по июль. Гнездо чашевидное, сплетённое из растительных волокон, располагается на земле между корнями большой ели или в углублении. Гнездо выстилается корнями, волосами и пухом. Обычная кладка — 4 светло-голубых яйца. Считается, что насиживает только самка, но в выкармливании птенцов участвуют представители обоих полов. Обыкновенная кукушка (Cuculus canorus) упоминается в старой литературе как гнездовой паразит этого вида.
Эти птицы прилетают в места гнездования в Гималаях в мае и улетают в сентябре. Миграция на юг начинается в августе. В сезон миграций их можно встретить в качестве транзитных мигрантов по всему Индостану. Зимой они встречаются в основном в горных лесах южной Индии, в Западных Гатах и в Шри-Ланке. Они прилетают в середине сентября и покидают зимовку в середине апреля. Согласно данным исследования, проведённого в Нилгирисе, самцы встречаются чаще, чем самки, что позволяет предположить либо различия во времени миграции самцов и самок, либо различия в местах зимовки. В Пойнт-Калимере они регулярно попадали в ловушки в октябре и ноябре во время обратной миграции из Шри-Ланки, но редко во время миграции на юг, и предполагается, что они могут следовать разными маршрутами.
Обычно они обитают в густых и тёмных лесах с подлеском и листовой подстилкой. Они поют и кричат во время зимовки. Песня состоит из внезапной и резкой серии свистов, заканчивающейся быстрой серией нот. Они также издают резкий и низкий щёлкающий сигнал тревоги.